# Dark Forest
Dark Forest – kanadyjski zespół muzyczny, wykonawca z gatunku pagan metal. Zespół został założony w 2003 roku z inicjatywy gitarzysty i wokalisty Davida Parksa. Początkowo był to jednoosobowy projekt tego muzyka. Pierwszy materiał, Among Silent Pine, David nagrał jeszcze w 2003 roku. Następnie pracował nad poprawioną edycją tego materiału, co zostało uwieńczone powodzeniem, w postaci krążka Demo 2005 zawierającego cztery dopracowane muzycznie utwory.
W roku 2005 Dark Forest przestał być projektem jednoosobowym. David korzystał z pomocy kanadyjskich wykonawców sceny metalowej, angażując muzyków na sesje.
W 2006 roku ukazała się płyta Aurora Borealis. W jej nagraniu wzięli udział: David Parks jako gitarzysta i wokalista, Mark Zemlak jako gitarzysta, TJ McLean jako gitarzysta basowy, Don Mitchell jako keyboardzista oraz Griffin Kissack jako perkusista.
W styczniu 2007 wystąpił na amerykańskim festiwalu Heathen Crusade II.
W 2012 roku ukazała się kolejna płyta zespołu, Land of the Evening Star, a zespół zagrał dwa koncerty promujące nowe wydawnictwo.
W 2014 zespół koncertował na trzech festiwalach: Calgary metalfest, Farmageddon metalfest i Armstrong metalfest. Obecny skład koncertowy to David Parks (gitara, wokal), Patrick Kiselička (gitara),
David Horrocks (gitara basowa) i Griffin Kissack (perkusja).

## Dyskografia
- Demo 2005

1. Warwinds 2:09
2. Under the Northern Fullmoon 8:21
3. Eternal Forest 6:01
4. Among Silent Pine 4:44

- Aurora Borealis

1. Aurora Borealis 2:39
2. Wind and Waves 9:10
3. Thurisaz 5:14
4. Under The Northern Fullmoon 8:03
5. Eternal Forest 7:40
6. Northstar 8:40
7. Journey To Ever-Eternal Skies 8:11
8. Two Ravens Soaring 5:45

- Land of the Evening Star (2012)

1. Rediscovery of the New World (Instrumental) 01:38
2. Like Towers They Reach To The Sky 04:55
3. Vesperia 06:55
4. A Few Acres of Snow 08:57
5. Hearth 05:41
6. Northmen of the New World 07:03
7. Árborg (Instrumental) 02:33
8. Bjarne Herjúlfsson ca. 985CE 07:25